# Pance Pondaag
Pance F. Pondaag (18 de febrero de 1951 † 3 de junio de 2010) fue un cantante pop y compositor indonesio. The Jakarta Post describió como Pondaag era uno de los más famosos cantantes del género pop de Indonesia durante la década de 1980.
Pondaag nació el 18 de febrero de 1951, en Makassar, Sulawesi. Pance Pondaag falleció víctima de un infarto en su casa en Pluit, norte de Yakarta, a las 5 p. m. el 3 de junio de 2010, a la edad de 59 años. Pertenecía al grupo étnico de Minahasa.

## Composiciones
- Tak Ingin Sendiri dinyanyikan Dian Piesesha
- Kucari Jalan Terbaik
- Untuk Sebuah Nama dinyanyikan Meriam Bellina
- Orang ketiga dinyanyikan Susi Adella
- Engkau segalanya bagiku
- Kau dan sibuah hati
- Mulanya Biasa Saja
- Waktu
- Dimana aku harus mencari
- Symponi Rindu
- Disaat kau harus memilih
- Mengapa ada dusta
- Bukan aku menolakmu
- Nostalgia Biru
- Jangan pernah kau ragukan dinyanyikan Meriam Bellina

## Himnos
- Renungkanlah
- Dunia Semakin Tua
- Pengumulan Hidup
- Sertakan Yesus
- Kuatlah Imanku
- Berikan kekuatan
- Ada rindu untukmu dinyanyikan Trio Ambisi
- Puji Namamu
- Musang Berbulu domba
- Bunda Maria
- Raja Kemurahan
- Yang pertama kali
- Dekatkanlah dirimu

## Discografía
- The Best Song Of Pance Pondaag Vol 1.
- The Best of Pance F. Pondaag Karaoke VCD.
- Tembang Kenangan Pop Indonesia Vol 1 "Pengorbanan di atas segalanya"
- Tembang Kenangan Pop Indonesia Vol 2 "Kau dan aku menyatu"
- Tembang Kenangan Pop Indonesia Vol 3 "Rindu di hatinya"
- Tembang Kenangan Pop Indonesia Vol 4 "Mengapa Tak Pernah Jujur"
- Tembang Kenangan Pop Indonesia Vol 6 "Satuhkan Hatimu"
- Tembang Kenangan Pop Indonesia Vol 7 " Aku Masih Sendiri"